# Oratorij San Lorenzo (Palermo)
Oratorij di San Lorenzo je molitvena hiša frančiškanskega samostana na ulici Via Immacolatella v Palermu poleg Oratorija dell’Immacolatella in bazilike San Francesco.
Oratorij, postavljen v zasebni lasti sredi 16. stoletja, je pozneje dobil frančiškanski samostan v Palermu. Verski red, ki se je še posebej ukvarjal s pokopom revnih v okrožju Kalsa v Palermu, je gojil in širil kult svetih Frančiška in Lovrenca.

## Zgodovina
Oratorij San Lorenzo je bil zgrajen v drugi polovici 16. stoletja na že obstoječi kapeli, posvečeni sv. Lovrencu, ki je bila kasneje dana v koncesijo fratrom iz bližnjega samostana San Francesco.  Leta 1569 je bila cerkev zaupana Compagnia di San Francesco.
Za oratorij je Michelangelo Merisi da Caravaggio naslikal oltarno podobo Kristusovega rojstva s svetnikoma Frančiškom in Lovrencom  Platno 268 × 197 cm so neznani storilci ukradli v noči z 18. na 19. oktober 1969 in je do danes izgubljeno. Velja za najboljše delo, ki ga je Caravaggio ustvaril na Siciliji. Na seznamu iskanih FBI je eno izmed desetih najbolj iskanih umetniških del na svetu.
Deset alegoričnih stoječih figur je eno glavnih del palermskega štukaterja Giacoma Serpotte, narejene med letoma 1698 in 1701. Kipi prikazujejo vrline in cikle s prizori iz življenja svetnikov. Štukature se kažejo v vsem prepolnem inventivnem bogastvu Serpotta, ki je v teh stvaritvah morda dosegel najvišjo točko svoje umetnosti.
Fasada in njeni okraski so bili močno poškodovani leta 1943 med bombardiranji druge svetovne vojne, ki jo je leta 1945 restavriral in obnovil Filippo Mignosi.

## Notranjost
Za čaščenje sv. Lovrenca in sv. Frančiška Asiškega so izdelani naslednji prizori:
- Sv. Lovrenc daruje dobrine Cerkve revnim, sv. Lovrenc in papež Sikst II., Odvzem lastnine sv. Lovrencu pred mučeništvom, Zadnja molitev.
- Frančiškova skušnjava, sveti Frančišek obleče revnega človeka, molitev svetnika k sultanu ali srečanje pri Damieti, sveti Frančišek prejme stigme.

Velik relief na zadnji steni dvorane pokriva svetega Lovrenca, ki je mučeniško umrl na žaru. Na oboku prezbiterija je sveti Frančišek, ki drži vrvico reda.
Kvadrati so razmejeni z alegoričnimi kipi, od prezbiterija do pročelja:
- Dobrodošli, pokora, konstanca, usmiljenje, vera na desni steni;
- Dobrodelnost, ponižnost, miloščina, resnica, slava na levi steni.

Pohištvo iz ebenovine, obložene s slonovino in biserovino, je iz 18. stoletja, prostor je poslikal Guglielmo Borremans s prizorom, na katerem Jakob blagoslovi svoje otroke.

## Compagnia di San Francesco
Družba je imela nalogo zagotoviti dostojen pokop revnih Kalsa, zaveza, ki se je nato spremenila v sodelovanje v slovesni procesiji svetega Frančiška in brezmadežnega spočetja.
Družba, ustanovljena leta 1564 v cerkvi San Nicolò la Carruba, je bila opredeljena kot ena izmed Bardiglijev zaradi modre barve oblačil, ki so ji do leta 1950 pripadali genoveški trgovci.